# 아식스
주식회사 아식스(일본어: 株式会社アシックス, 영어: ASICS Corporation)는 일본 효고현 고베시 주오구 포트아일랜드에 본사를 둔 스포츠용품 회사다. 주로 경기용 운동화를 중심으로 판매하고 있다. 한국에서는 1982년 정식으로 진출하였고, 한국 내에서는 전국체육대회에도 가끔 후원한 경우도 있었다.

## 개요
아식스의 브랜드로 경기용 운동화와 스니커즈, 운동복 등을 제조 판매하는 회사이다. 경기용 운동화란 이미지가 강해, 마라톤, 배구 등에서 높은 브랜드 인지도를 가지고 있다.
아식스로 사명이 변경되기 전 상표로는 오니쓰카 타이거를 사용하였고, 복고풍을 품기는 이미지 때문에 패션 아이템으로 인기를 끌고 있다. 현재에도 일반인을 겨냥하여 운동화의 브랜드로 사용되고 있다.
해외에도 진출하였고, 브랜드 자체의 지명도는 타사 유명 상표에 미치지 못하지만, 유럽 쪽에서 인기가 있다. 운동화 외에도 운동복과 아웃도어 용품(야외용품) 등을 제조, 판매, 수입 등도 하고 있다.
2006년 3월 매상의 주요 품목 비율은 운동화 66%, 운동복 24%, 스포츠용품 10%로 구성되어 있다.

## 연혁
오니쓰카 기하치로가 1949년 고베에 농구화 제조회사 오니쓰카 상회 설립하였다. 같은해 9월 법인사업자로 하여 오니쓰카 주식회사로 사명을 바꾸었다.
오니쓰카는 선수와 감독에게서 직접 의견을 물어 운동화의 품질을 개선하였고, 전국적인 영업전선에 뛰어들었다. 고교 운동부를 중심으로 점차 오니쓰카의 제품이 팔리기 시작하였다. 오니쓰카는 운동화 브랜드로 신선한 인상과 스포츠 운동화에 어울리는 강인함, 민첩성을 나타내기 위해 호랑이 인장을 전면에 내세웠다. 하지만, 이미 타 회사가 호랑이 인장에 대한 상표권을 가지고 있었기 때문에 회사명 오니쓰카와 조합하여 ONITUKA TIGER라는 인장을 사용하였고, 운동화 밑에 호랑이 그림과 그 아래에 Tiger라는 문자를 넣은 마크를 사용했다.
1953년 마라톤 전용 운동화의 개발을 시작하여, 1956년 멜버른 올림픽 일본선수단의 트레이닝슈즈로 정식채용되어, 스포츠 계에 지명도를 높였다.
1958년 생산자회사 오니쓰카 주식회사를 모회사로 오니쓰카 주식회사, 판매자회사인 도쿄 오니쓰카 주식회사를 합병하였다.
1961년 마이니치 마라톤대회에 참가하기 위해 방일한 아베베 비킬라가 묵는 호텔에 오니쓰카가 방문하여 본인 회사의 운동화를 신도록 설득하고, 마라톤용 운동화를 제공한다. 아베베는 그 운동화를 신고 마이니치 마라톤대회에서 우승하였다. 1964년 도쿄 올림픽에서는 오니쓰카의 운동화를 신은 선수가 체조를 비롯해 레슬링, 배구, 마라톤 등의 경기에 출전하여 금메달 20개, 은메달 16개, 동메달 10개를 획득하였다. 단, 이 대회 마라톤에서 우승한 아베베는 푸마 제품의 운동화를 신었다.
1963년 당시 휴면회사 중앙산업 주식회사가 오니쓰카 주식회사를 흡수합병하여 오니쓰카 주식회사로 상호를 변경하였다. 현재 주식회사 아식스의 전신회사이다.
1964년 2월 고베 증권거래소, 4월에는 오사카 증권거래소 제2부에 증권이 상장되었지만, 경기불황으로 경영위기가 왔고, 1966년에는 거래처의 약속어음 결재를 연기하는 사태에 이르게 되었다.
1972년 5월 도쿄 증권거래소 제2부, 1974년 동거래소 제2부에서 제1부로 지정 거래되었다. 1975년 유럽시장으로 진출하였고, 1977년 스포츠용품회사인 주식회사 지티오, 제렝 주식회사를 합병하고, 사명을 주식회사 아식스로 변경하였다. 1985년 고베시의 포트아일랜드에 새로이 본사를 세웠고, 스포츠 공학연구소를 두었다.

## 나이키와의 관계
나이키의 전신회사인 BRS사는 미국에 있어 오니쓰카 타이거의 판매대리점이었다. 1963년 스탠퍼드 대학교 경제학과를 졸업한 필 나이트는 졸업여행으로 일본을 방문하였고, 오니쓰카 제품의 품질의 우수성과 낮은 가격이 마음에 들었고, 곧 오니쓰카 회사를 방문하여 미국으로의 오니쓰카 제품을 판매를 의뢰하였다. 오리건 대학교의 육상코치였던 빌 바우어만과 공동으로 BRS사를 설립하여, 오니쓰카 제품을 수입 판매하였다. 미 서해안 지역을 중심으로 판매가 호조를 보였다. 하지만, 그 후 BRS사는 나이키라는 자사 브랜드를 만들어 판매하였다. 초기 나이키 제품은 일본제가 대부분이었다. 이것은 후쿠오카에 있는 아사히 코퍼레이션에서 생산한 제품이었다. 사실상 BRS사는 라이벌 회사로 변모하였다. 그 후에도 오니쓰카 제품에서 빌 바우만이 고안한 디자인과 모델명을 계속 사용하자, BRS사는 소송을 제기하였고, 아식스 측은 합의금으로 1억 수천엔을 지급하여야 했다.

## 사명의 유래
아식스의 회사명은 고대 로마의 시인, 유베날리스가 노래한 “건전한 정신은 건전한 신체에 깃든다.(Mens Sana in Corpore Sano)“라는 말에서 인간을 의미하는 Mens보다 동적인 의미를 가진 생명이라는 Anima로 바꾸어, 그 앞글자 A, S, I, C, S를 따와 ASICS라고 명명하였다.
1977년 3회사를 합병할때, 3사의 대표가 모였고, 이때 모인 다리가 여섯 개라 하여 아식스라고 했다는 설이 있지만, 이것은 어디까지나 도시전설이다. 아식스라는 브랜드명은 3사를 합병하기 전에도 있었다.
덧붙여 일본어로 다리는 아시(あし)이다.

## 수영복
아식스에서는 수영복 등, 수영용품 사업에도 적극적으로 뛰어들어 일본수영연맹으로부터 공식 스폰서 회사로 지정되었다.
전부터 휠라사와 제휴 관계에 있었고, 휠라 브랜드로 제품을 출시했지만, 1980년대 이후 점차 자사 브랜드로 바꾸었다. 그러나, 스피도사와 결별한 미즈노사와 달리, 휠라사와의 관계는 존속되었다. 패션성이 짙은 여성용 헬스복 분야에서는 아직도 휠라 브랜드로 제품을 출시하고 있다.
특히 아시아인 신체적 특징을 살린 수영복 개발능력이 높이 평가되어 동아시아권에서 호평을 받고 있다.

## 스폰서

### 축구

#### 국가대표팀
AFC
- 대한민국 (1978)

#### 클럽
AFC
- 울산 HD FC (1999 ~ 2000)

UEFA
- AS 로마 (1994 ~ 1997)